# Hochschule für Musik (Basel)

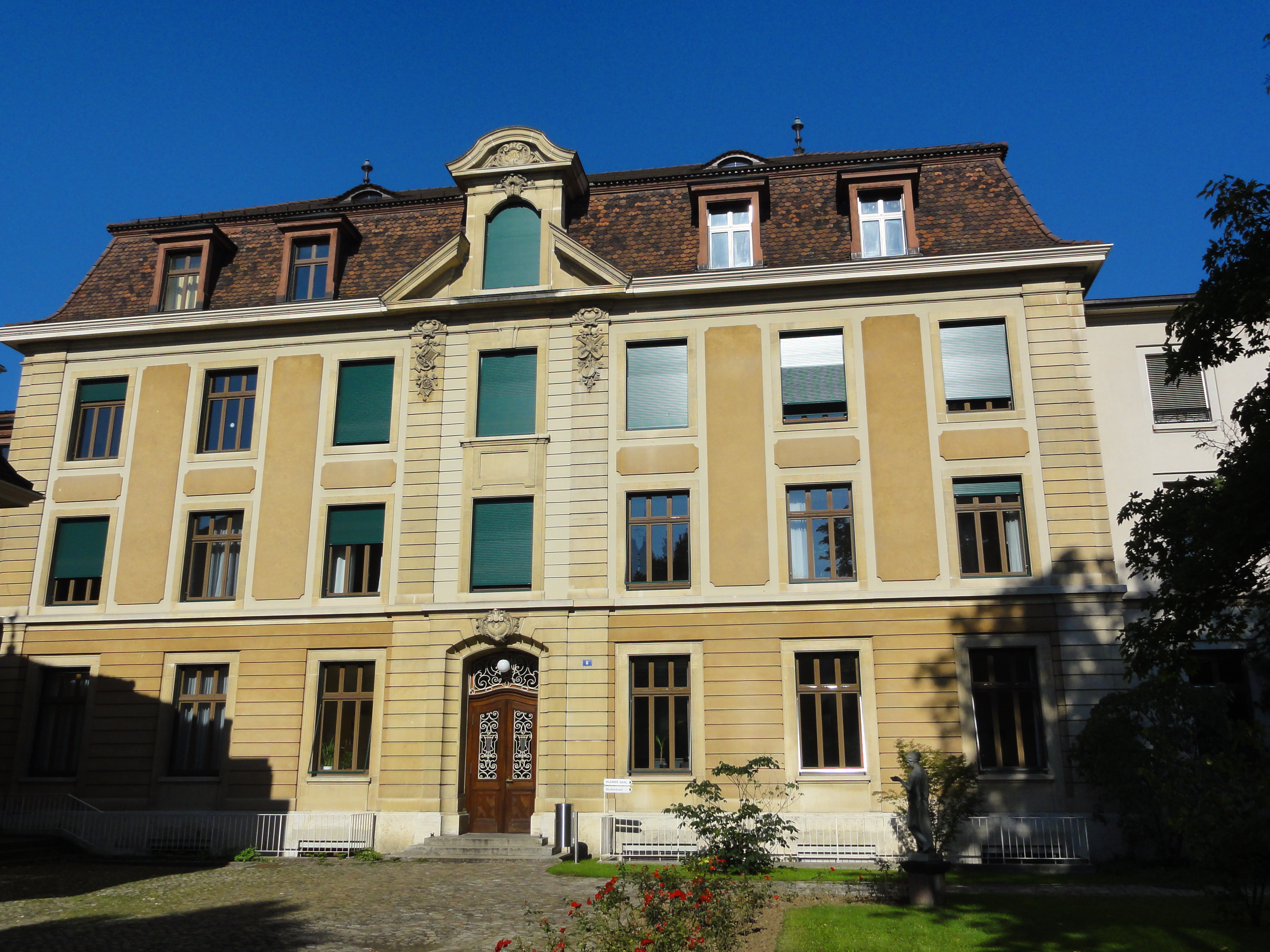
Hochschule für Musik Basel

Die Hochschule für Musik ist ein Institut der Musik-Akademie der Stadt Basel. Sie besitzt seit 1999 den Status einer Fachhochschule.

## Geschichte
Der Komponist Hans Huber richtete als Direktor der 1867 gegründeten Allgemeine Musikschule im Jahre 1905 das Konservatorium ein, das erste seiner Art in der deutschsprachigen Schweiz. Dieses trägt heute den Namen Hochschule für Musik in Basel. 1954 wurde die Allgemeine Musikschule mit der Hochschule für Musik und der 1933 von Paul Sacher gegründeten Schola Cantorum Basiliensis vereinigt.